# Heteromeles salicifolia
Heteromeles arbutifolia là loài thực vật có hoa trong họ Hoa hồng. Loài này được (C. Presl) Abrams mô tả khoa học đầu tiên năm 1910.

## Hình ảnh

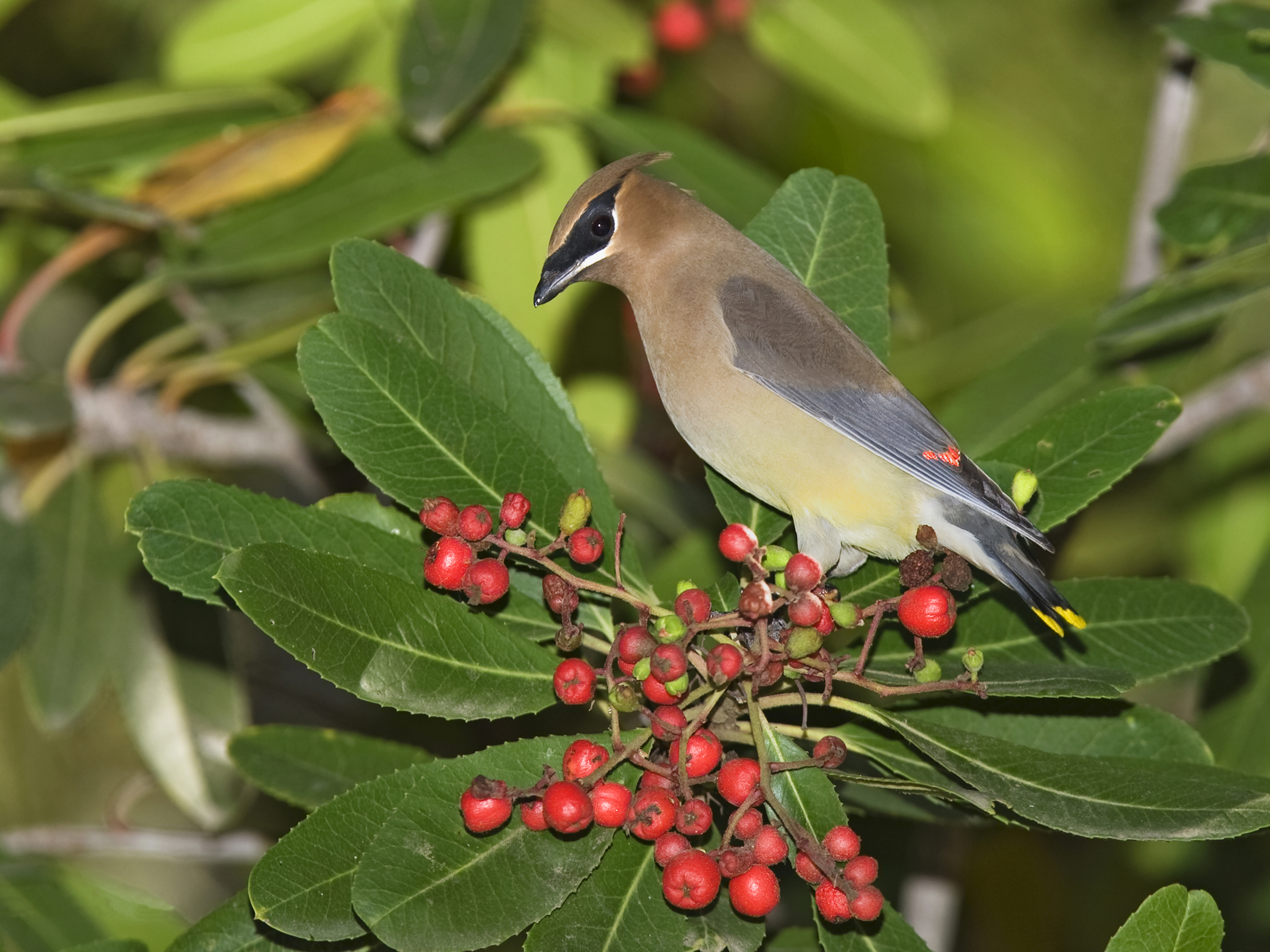
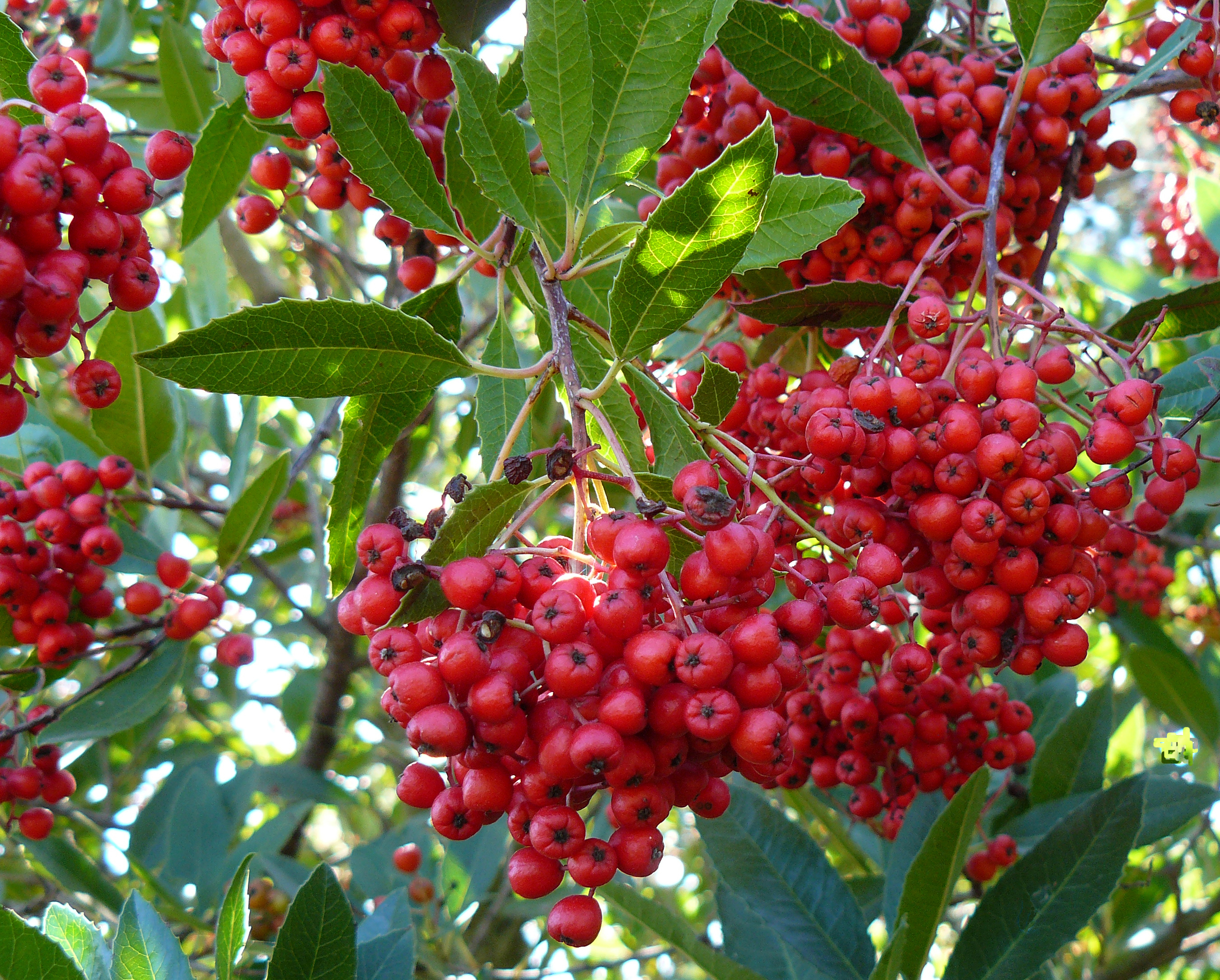
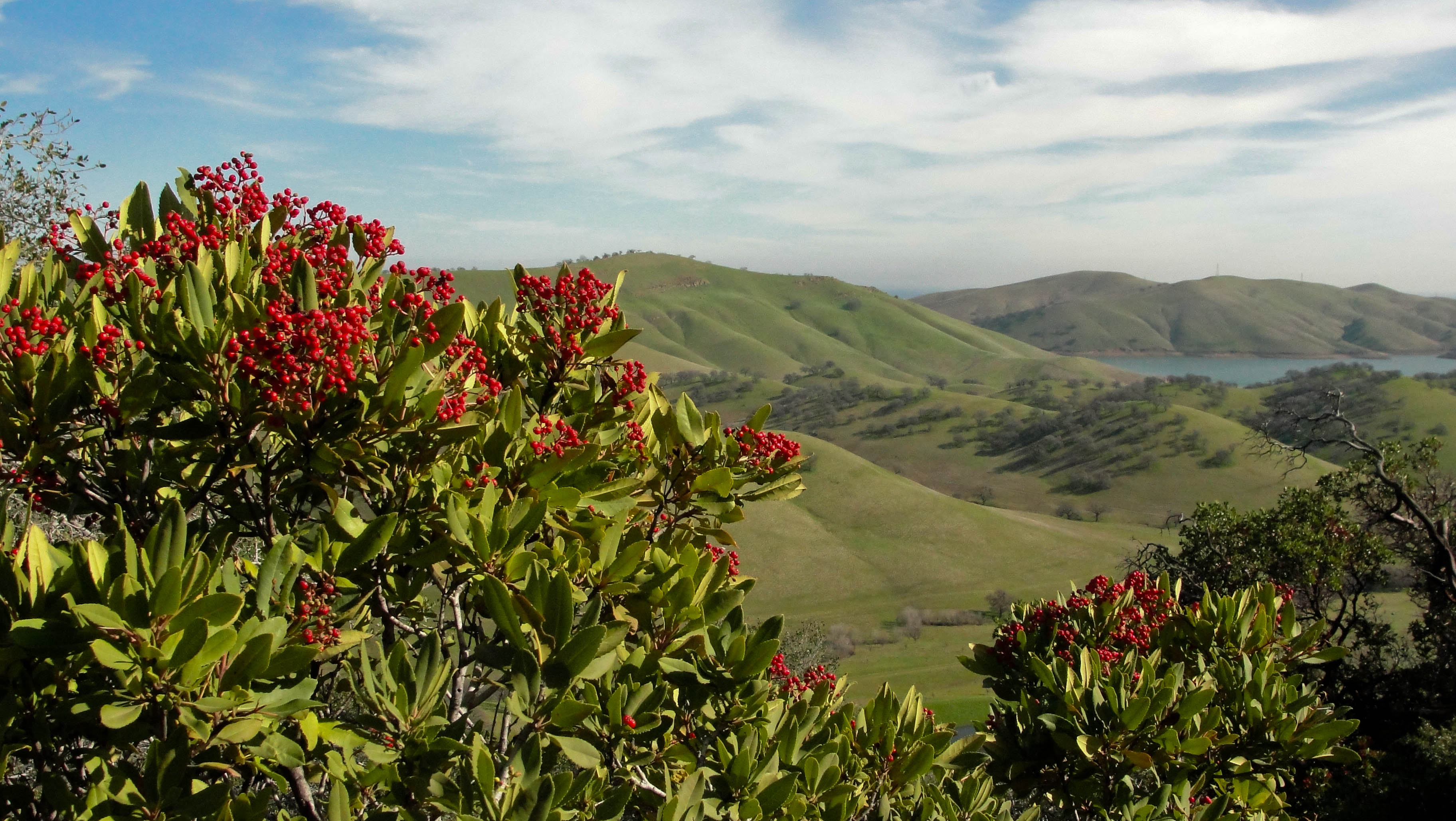
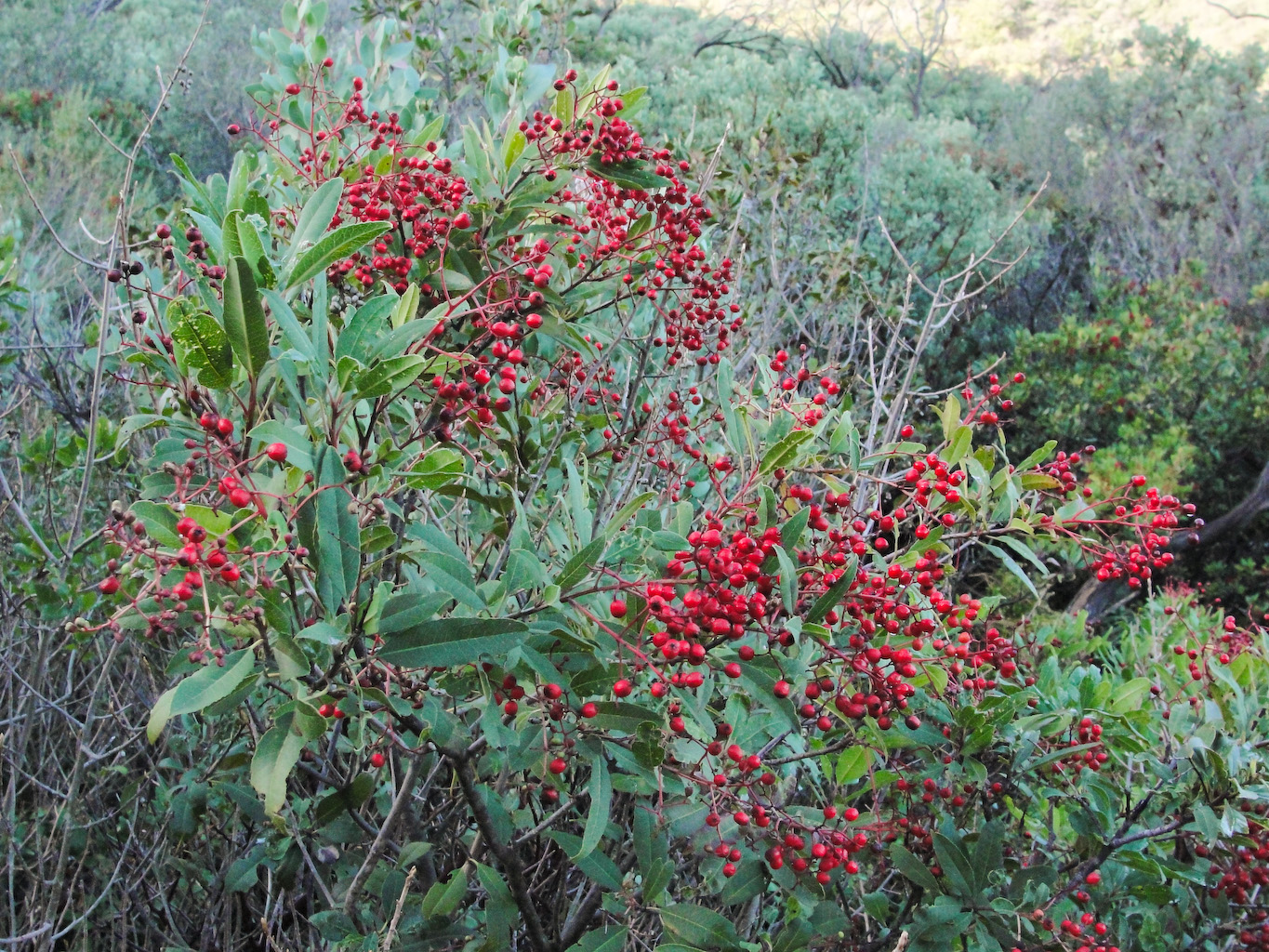